# Apple File System
Apple File System (APFS) là một hệ thống file độc quyền được phát triển cho macOS High Sierra (10.13) trở lên, iOS 10.3 trở lên, tvOS 10.2 trở lên, và watchOS 3.2 trở lên, được phát triển bởi Apple Inc. APFS ra đời nhằm mục đích khắc phục các sự cố cốt lõi của HFS+ (hay Mac OS Extended), tiền thân của APFS trên các hệ điều hành của Apple. APFS được tối ưu hóa cho việc lưu trữ trên ổ đĩa flash và ổ cứng trạng thái rắn.

## Lịch sử hình thành
Apple File System đã được công bố tại hội nghị các nhà phát triển toàn cầu của Apple (WWDC) vào tháng 6 năm 2016 thay thế cho HFS+, được sử dụng từ năm 1998. APFS được phát hành cho các thiết bị iOS 64 bit vào ngày 27 tháng 3 năm 2017, phát hành cùng với iOS 10.3 và macOS High Sierra (10.13) vào ngày 25 tháng 9 năm 2017.

## Thiết kế
APFS có thể sử dụng trên các thiết bị có dung lượng lưu trữ tương đối nhỏ hoặc lớn. APFS sử dụng inode 64 bit, cho phép lưu trữ an toàn hơn. Mã code của APFS, như mã code HFS +, cũng sử dụng lệnh TRIM, để quản lý không gian và hiệu suất tốt hơn. Lệnh TRIM giúp tăng tốc độ đọc ghi trên iOS và macOS, cũng như các không gian trống trên thiết bị iOS, do cách APFS tính toán dữ liệu đã có sẵn.

## Hỗ trợ

### macOS
Kể từ macOS High Sierra, tất cả các thiết bị có bộ lưu trữ flash sẽ tự động được chuyển đổi sang APFS. Phân vùng FileVault cũng được chuyển đổi. Kể từ macOS Mojave, ổ đĩa Fusion và ổ đĩa cứng cũng được nâng cấp khi cài đặt. Giao diện nâng cấp không có tùy chọn không chuyển đổi sang APFS và các thiết bị được định dạng với phiên bản APFS của macOS High Sierra sẽ không thể đọc được bởi các phiên bản macOS trước đó. Người dùng có thể vô hiệu hóa việc chuyển đổi APFS bằng cách sử dụng tiện ích startosinstall của trình cài đặt bằng dòng lệnh --converttoapfs NO.

### iOS, tvOS và watchOS
iOS 10.3, tvOS 10.2 và watchOS 3.2 đều được chuyển đổi từ HFS+ sang APFS trên những thiết bị tương thích.

### Tiện ích của bên thứ ba
Bất chấp sự phổ biến của định dạng APFS trong máy Mac ngày nay, năm 2016, các tiện ích sửa chữa ổ đĩa của bên thứ ba tiếp tục có những hạn chế trong việc hỗ trợ định dạng APFS, do Apple chậm phát hành tài liệu hoàn chỉnh. Theo Alsoft, nhà sản xuất DiskWar Warrior nổi tiếng, phiên bản phát hành cho định dạng APFS hoàn chỉnh năm 2018 của Apple sẽ cho phép xây dựng lại an toàn các đĩa APFS trong các phiên bản tương lai của sản phẩm của họ. Các sản phẩm cạnh tranh, bao gồm cả TechTool của TechMool và Prosoft's Drive Genius dự kiến cũng sẽ hỗ trợ APFS.